# Tarhan Tower Airlines
Tarhan Tower Airlines (изначально TT airlines, также известна как Tarhan Air) — турецкая авиакомпания занимавшаяся чартерными пассажирскими перевозками. Базовый аэропорт авиакомпании — Стамбульский аэропорт имени Ататюрка.
Авиакомпания была основана в 2005 году. Полёты начала в апреле 2006 на арендованном самолёте McDonnell Douglas MD-82. В планах было взять в аренду два Boeing 737.
После катастрофы с MD-83 были проведены проверки турецких авиакомпаний.
В декабре 2007 года полёты Tarhan Tower Airlines были приостановлены после обнаружения проблем в техническом обслуживании оператора. В результате авиакомпания была лишена сертификата и прекратила свою деятельность.

## Флот
Осенью 2007 года флот состоял из двух MD-82 (TC-TTA и TC-TTB).